# (37988) 1998 HB153
1998 HB153 (asteroide 37988) é um asteroide da cintura principal. Possui uma excentricidade de 0.08173560 e uma inclinação de 15.06376º.
Este asteroide foi descoberto no dia 23 de abril de 1998 por NEAT em Haleakala.